# Акар, Насух
Насух Акар (тур. Nasuh Akar, 1925—1984) — турецкий борец, олимпийский чемпион.
Насух Акар родился в 1925 году в деревне Йигитлер (ныне — Сорсавуш) района Богазлыян ила Йозгат.
В 1946 году Насух Аскар стал серебряным призёром чемпионата Европы. В 1948 году он завоевал золотую олимпийскую медаль, в 1949 стал чемпионом Европы, а в 1951 — чемпионом мира. В 1952 году он завершил спортивную карьеру и перешёл на тренерскую работу.
В 1994 году в честь Насух Акара был назван дворец спорта в Эскишехире.